# Lituanie au Concours Eurovision de la chanson 2011
La Lituanie a participé au Concours Eurovision de la chanson 2011. 
Le 24 février 2011, une sélection nationale est organisée. La chanson "C'est ma vie" de Evelina Sašenko est alors choisie.

## Sélection 2011

### Demi-finale 1
| Passage | Artiste                              | Chanson                    | Jury | Télévote | Total | Place |
| ------- | ------------------------------------ | -------------------------- | ---- | -------- | ----- | ----- |
| 1       | Mino                                 | "Don't Go"                 | 2    | 6        | 8     | 7     |
| 2       | Aurelija Slavinskaitė                | "The End"                  | 1    | 1        | 2     | 12    |
| 3       | Mezzo Tronic                         | "I mean it"                | 1    | 3        | 4     | 9     |
| 4       | Laura Jaraitė                        | "City of steel"            | 3    | 0        | 3     | 10    |
| 5       | Neferit                              | "3 wishes”                 | 0    | 0        | 0     | 14    |
| 6       | The Independent                      | "7th Bus"                  | 10   | 7        | 17    | 2     |
| 7       | Gintarė Korsakaitė                   | "Atmerk akis"              | 4    | 5        | 9     | 6     |
| 8       | Dovydas Maščinskas                   | "Dirty Avenue"             | 0    | 0        | 0     | 13    |
| 9       | Monika                               | “Days go by”               | 8    | 12       | 20    | 1     |
| 10      | Martynas Beinaris                    | "Tomorrow and After"       | 5    | 8        | 13    | 5     |
| 11      | Urtė Šilagalytė                      | "Candy Baby"               | 6    | 10       | 16    | 4     |
| 12      | Sasha Son                            | “The Slogan of Our Nation” | 12   | 4        | 16    | 3     |
| 13      | Agnieška                             | “Her name is May”          | 0    | 2        | 2     | 11    |
| 14      | Ramūnas Difartas & Gyvo Garso klubas | "Before You Go"            | 8    | 0        | 8     | 8     |

### Demi-finale 2
| Passage | Artiste          | Chanson             | Jury | Télévote | Total | Place |
| ------- | ---------------- | ------------------- | ---- | -------- | ----- | ----- |
| 1       | Guoda Isado      | "Čiūto tūto"        | 5    | 5        | 10    | 6     |
| 2       | Valdas Maksvytis | “Leisk mylėti”      | 1    | 0        | 1     | 14    |
| 3       | Vigroses         | "Freedom of Mind"   | 7    | 10       | 17    | 2     |
| 4       | Dave & Henry     | "Fresh Air Dream"   | 8    | 3        | 11    | 5     |
| 5       | Liepa            | "Laukiu"            | 10   | 6        | 16    | 3     |
| 6       | Tofu Bubble      | “Take”              | 4    | 2        | 6     | 10    |
| 7       | Nora             | "What is Love?"     | 6    | 0        | 6     | 9     |
| 8       | EDEN             | "Sleep of Mind"     | 3    | 0        | 3     | 11    |
| 9       | Eglė Petrikaitė  | "Laimingi kaip mes" | 0    | 7        | 7     | 8     |
| 10      | Deividas Bastys  | "My Girl"           | 0    | 8        | 8     | 7     |
| 11      | Eglė Jakšytė     | "Meilė yra”         | 2    | 1        | 3     | 13    |
| 12      | Kas jos tokios?  | “Unbreakable”       | 4    | 0        | 4     | 12    |
| 13      | Evelina Sašenko  | "C’est ma vie"      | 12   | 12       | 24    | 1     |
| 14      | Donny Montell    | "Let Me"            | 10   | 4        | 14    | 4     |

### Demi-finale 3
| Passage | Artiste                   | Chanson                  | Jury | Télévote | Total | Place |
| ------- | ------------------------- | ------------------------ | ---- | -------- | ----- | ----- |
| 1       | Timohi                    | "Setellite Of Setellite" | 0    | 2        | 2     | 12    |
| 2       | Eglė Petrošiūtė           | “Smile”                  | 1    | 5        | 6     | 8     |
| 3       | Flaer                     | "Kibernetiniame sode"    | 2    | 0        | 2     | 11    |
| 4       | Gražina Jonušaitė         | "Mylėk savo priešą"      | 0    | 4        | 4     | 10    |
| 5       | el Fuego                  | "Esu žmogus"             | 4    | 1        | 5     | 9     |
| 6       | Greta Smidt               | “Elektronic Love”        | 5    | 7        | 11    | 5     |
| 7       | Linas Adomaitis           | "Floating To You"        | 10   | 12       | 22    | 1     |
| 8       | Viktorija Ivaškevičiūtė   | "Be My Baby"             | 7    | 10       | 17    | 3     |
| 9       | Jūratė Miliauskaitė       | "Tiesiog diena"          | 5    | 3        | 8     | 6     |
| 10      | Avenue Acoustic           | "Atgal į nuodėmę"        | 7    | 0        | 7     | 7     |
| 11      | Donny Montell & Sasha Son | "Best Friends”           | 8    | 6        | 14    | 4     |
| 12      | Rūta Ščiogolevaitė        | “Break Free”             | 12   | 8        | 20    | 2     |

### Finale
| Passage | Artiste                   | Chanson                    | Jury | Télévote | Total | Place |
| ------- | ------------------------- | -------------------------- | ---- | -------- | ----- | ----- |
| 1       | The Independent           | "7th Bus"                  | 5    | 0        | 5     | 9     |
| 2       | Viktorija Ivaškevičiūtė   | "Be My Baby"               | 0    | 2        | 2     | 13    |
| 3       | Martynas Beinaris         | "Tomorrow And After"       | 0    | 3        | 3     | 12    |
| 4       | Monika                    | "Days go by"               | 2    | 10       | 12    | 4     |
| 5       | Vigroses                  | "Freedom of Mind"          | 0    | 4        | 4     | 11    |
| 6       | Urtė Šilagalytė           | "Candy Baby"               | 1    | 5        | 6     | 8     |
| 7       | Linas Adomaitis           | "Floating To You"          | 10   | 8        | 18    | 2     |
| 8       | Donny Montell             | "Let Me"                   | 4    | 6        | 10    | 5     |
| 9       | Liepa                     | "Laukiu"                   | 8    | 1        | 9     | 6     |
| 10      | Donny Montell & Sasha Son | "Best Friends"             | 4    | 0        | 4     | 10    |
| 11      | Evelina Sašenko           | "C’est ma vie"             | 12   | 12       | 24    | 1     |
| 12      | Sasha Son                 | "The Slogan of Our Nation" | 6    | 0        | 6     | 7     |
| 13      | Rūta Ščiogolevaitė        | "Break Free"               | 7    | 7        | 14    | 3     |

### Super Finale
| Passage | Artiste            | Chanson           | Resultat |
| ------- | ------------------ | ----------------- | -------- |
| 1       | Linas Adomaitis    | "Floating To You" | 2        |
| 2       | Evelina Sašenko    | "C’est ma vie"    | 1        |
| 3       | Rūta Ščiogolevaitė | "Break Free"      | 3        |

## À l'Eurovision
Le pays participe à la première demi-finale le 10 mai 2011. Evelina Sašenko s'y classe parmi les dix premiers, finissant cinquième avec 81 points. Elle se qualifie donc pour la finale finale du 14 mai, où, étant la quatrième à passer sur scène, elle se classe 19e avec 63 points.